# Lactans
Lactans (z łacińskiego lactare co znaczy pielęgniarki) - w mitologii rzymskiej bóg chronionych obszarów wiejskich, gdzie pasły się młode owce oraz pszenicy, która kończy już cykl dojrzewania.